# 東京高速鉄道
東京高速鉄道（とうきょうこうそくてつどう）
1. （初代）利光鶴松が経営した電力資本・鬼怒川水力電気傘下の企業。1919年（大正8年）に都内の複数の地下鉄路線の免許を申請、1920年（大正9年）3月17日に新宿 - 大塚間の免許が交付されたものの、これを新宿から郊外方向へ延長する形で同じ鬼怒川水力電気傘下の小田原急行鉄道（現：小田急電鉄）が設立される。
2. （2代目）1934年（昭和9年）設立後、1938年（昭和13年） - 1941年（昭和16年）まで、現在の東京地下鉄（東京メトロ）銀座線の新橋駅 - 渋谷駅間を建設・運営していた東京横浜電鉄（現：東急および東急電鉄）系の企業。本項で詳述する。

東京高速鉄道株式会社（とうきょうこうそくてつどう、旧字体：東京髙速󠄁鐵道󠄁株式會社）は、現在の東京地下鉄（東京メトロ）銀座線の新橋駅 - 渋谷駅間を建設・運営した東急系の鉄道事業者である。
日本初の地下鉄路線区間を含む銀座線浅草駅 - 新橋駅間を開業した東京地下鉄道とともに、現在の東京地下鉄（東京メトロ）のルーツの一つである。

## 概要
もともと東京市（1943年（昭和18年）7月1日、東京府と合同して東京都になる）は、市内交通の公営主義に基づき地下鉄をも市営として建設する計画を持っており、1925年に内務省告示第56号で位置づけられた地下鉄5路線のうち4路線の免許を得ていたが、予算の問題から実現が遅れていた。しかし一部の企業家は、東京地下鉄道が好成績を収めているのを見て十分な採算性があると考え、東京市の持つ地下鉄建設免許の譲渡を請願した。それを東京市が認めたため、1934年（昭和9年）9月5日、建設運営を行う会社として東京高速鉄道が設立された。当初は前年までに会社を設立することが免許譲渡の条件とされていたが、資金が集まらなかったため延期され、東京横浜電鉄（東急電鉄の前身）系列の総帥、五島慶太を発起人に加える形でようやく設立にこぎつけた。そのため、五島が経営の主導権を握ることになった。
譲渡された免許区間は内務省告示第56号のうち、3号線の渋谷 - 東京（丸ノ内）間と4号線の新宿 - 築地間であったが、東京高速鉄道は東京横浜電鉄のターミナルがある渋谷からの建設を開始し、1938年（昭和13年）11月18日、青山六丁目駅（現: 表参道駅） - 虎ノ門駅間を開通させた（単線並列）。この時、資金難からホームの有効長を3両分にするなど、先行する東京地下鉄道や大阪市電気局（現：Osaka Metro御堂筋線）とは違って建設コストを徹底的に削減して建設したため、1950年代に銀座線の一部列車が4・5両化された際にドア締切扱いが発生し、ホームを延伸する工事が行われることとなった。また新宿 - 四谷見附 - 築地間の路線（新宿線）に関しては、工期の短縮を理由として四谷見附 - 赤坂見附間に連絡線を設け、新宿 - 四谷見附 - 赤坂見附間を敷設して当面は渋谷線（渋谷 - 赤坂見附 - 虎ノ門 - 新橋間）への直通を行う形に計画を変更したため、赤坂見附駅は当初より新宿方面への分岐を考慮した上下二層構造とされた。車両の留置は、青山六丁目駅の渋谷寄りに、坑口付近より高架線にかけて行った（A/B線とも、渡り線なし）。
同年の12月20日には、渋谷線の渋谷駅 - 青山六丁目駅間が開業する。この時、青山から渋谷方面へ地形に沿って地下で進むと急勾配が発生し、当時の電車の性能では登坂が不可能と判断されたこと、それに五島率いる東京横浜電鉄との接続を重視したため、当該区間は高架で建設され、東横百貨店（現: 東急百貨店）の3階に乗り入れる形で東京高速鉄道の渋谷駅は設けられた。
東京高速鉄道渋谷線は虎ノ門駅から先は、当面の間新橋駅まで延伸し、東京地下鉄道線（この時点で新橋駅 - 浅草駅間が開業済み）と直通運転することを目論んでいた。しかし早川徳次率いる東京地下鉄道は京浜地下鉄道を設立し、新橋駅から品川駅まで延伸して京浜電気鉄道（現: 京浜急行電鉄）との直通運転を行うことを計画していたことから、両者を同時に乗り入れさせるのはダイヤ的に困難だとして、これを拒否しようとした。その後、監督官庁の鉄道省が調停に入り、1935年（昭和10年）5月に両社が直通運転を行うという内容の協定が結ばれ、翌年には施工工事に関する協定も締結、問題は一段落したかに見えた。
しかしながら、その後も早川率いる東京地下鉄道側に東京高速鉄道への牽制的行動がなされたため、五島は早川との協調姿勢を対決姿勢へと転化し、京浜電気鉄道と東京地下鉄道の株式を押さえて京浜電気鉄道を支配下に置き、さらに東京地下鉄道を東京高速鉄道に合併させようとした。しかし、五島が押さえることのできた東京地下鉄道株式は35%に留まったため、五島派と早川派による経営権の争奪競争に発展。東京地下鉄道の従業員らも合併には猛反対していたこともあり、株主総会が両派それぞれ別の場所で開かれようとする異常事態に陥る。ついには当時の内務省が仲裁に乗り出し、五島・早川の両者が地下鉄事業から手を引くことを条件に調停を行って、議決権の棚上げも決められた。
その後も五島は東京高速鉄道取締役を退かず、東京高速鉄道側から東京地下鉄道に多くの役員を送り込んだため、事実上この競争は早川の敗北となった。またこれは、五島慶太の「強盗慶太」というあだ名を広めるひとつの要因ともなった。東京地下鉄道と東京高速鉄道の社員は相互に激しい対抗心を持つことになり、後に両社が帝都高速度交通営団（営団地下鉄）として統合される際には人心の融和が最大の課題と目されたが、戦時体制のもとで「お国のために」という意識が強かったことなどもあり、実際には拍子抜けするほど何事も起こらなかったという。
1939年（昭和14年）1月15日、東京高速鉄道は虎ノ門駅から新橋駅への延伸を果たす。しかし東京地下鉄道側は直通の準備ができていないことを理由に自社駅への乗り入れを拒否したため、東京高速鉄道は独自に建設していた折り返しホームを利用していた。これにより1月15日の延伸から二社の新橋駅が壁を隔てて対峙することになったが、東京地下鉄道の駅への乗り入れが1939年（昭和14年）9月16日に実現してこの状態は8か月間で解消された、というのが定説となっていたが、枝久保達也は『戦時下の地下鉄』において、直通運転の実施は1935年に協定が結ばれており、新橋駅の設計をめぐる議論も1936年（昭和11年）10月までには終結していて、東京地下鉄道側の直通運転実施のための工事は1938年（昭和13年）10月17日までの予定で進められていたのが材料統制や事故発生に伴う工事方法変更によって翌年までずれ込んだだけだとして、東京地下鉄道の乗り入れ拒否説を否定している。
1941年（昭和16年）7月4日、戦時中の交通事業再編・統制を行うための陸上交通事業調整法に基づき、東京地下鉄道と東京高速鉄道は、未成に終わりペーパー会社となっていた京浜地下鉄道とともに、帝都高速度交通営団として統合された。
営団発足後の1942年（昭和17年）6月には、東京高速鉄道が新宿線として計画していた区間のうち四谷見附 - 赤坂見附間の工事が開始されたが、太平洋戦争の戦局悪化に伴い、1944年（昭和19年）6月に建設が中止された。戦後、地下鉄計画は都市復興も兼ねて見直しが行われ、この区間は1959年（昭和34年）3月に丸ノ内線として開業することとなった。
東京高速鉄道が建設した新橋駅のホームは現存しており、車両留置や資材置き場などに活用されている。通常は一般の立ち入りは許可されていないものの、テレビ・雑誌などで「幻の駅」として度々紹介され、特別イベントで公開されることがある。なお、営団地下鉄時代にもこの種のイベントは開催された例があり、「幻の駅体験」として旧ホームに入線する列車を設定し、車内からホームを見物する機会が設けられていた。

## 以後への影響
東京市は市内交通の公営主義を唱えていたのに、東京高速鉄道へ免許を譲渡したことで、当時の鉄道省からの信用を失ってしまい、戦後東京都が営団地下鉄の都営化を主張した時も、東京都だけで地下鉄の建設運営を行うことは不可能と判断され、これも当時の運輸省が阻止した。以後、東京における地下鉄整備は、営団地下鉄と都営地下鉄（東京都交通局）が分担して行うことが方針として定められた。2004年（平成16年）4月1日に営団地下鉄が再編によって東京地下鉄（東京メトロ）となった現在でも、原則としてそれは引き継がれている。東京の地下鉄運営団体が2つ存在するのは、このような経緯によるものである。

## 車両

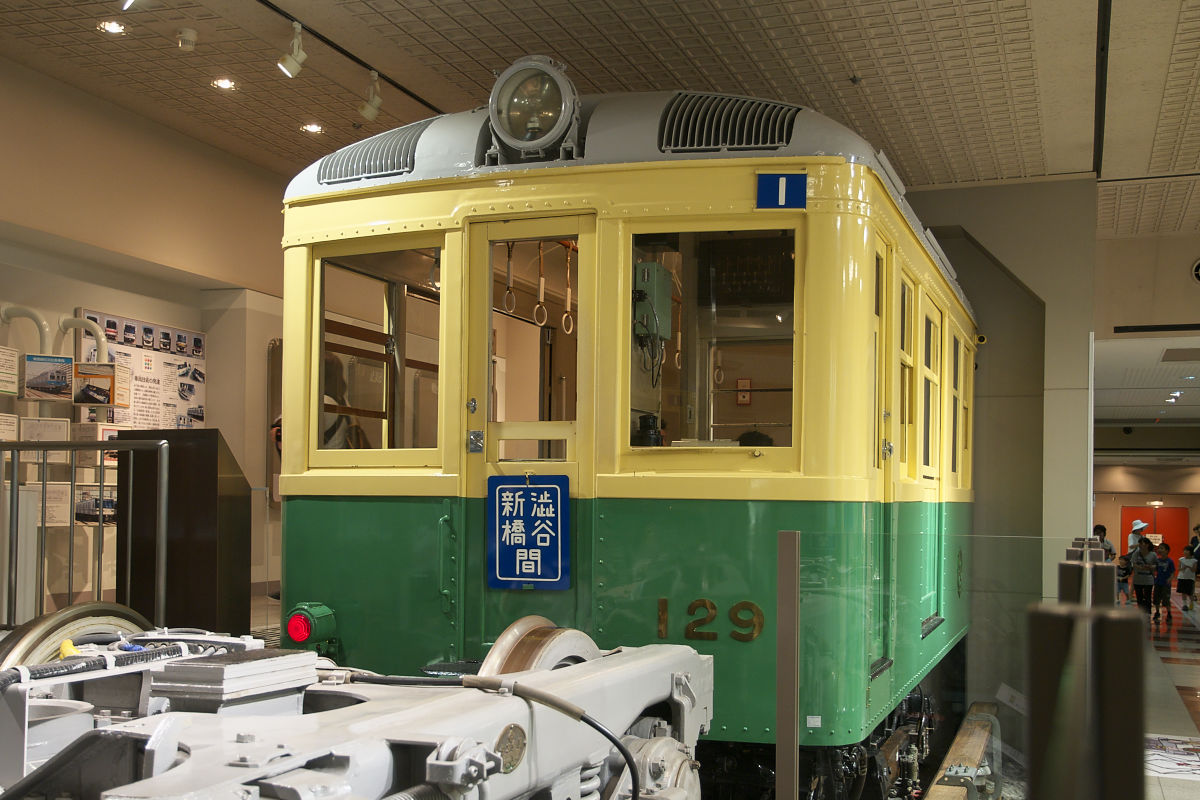
東京高速鉄道100形電車

- 100形 - 後に営団地下鉄に継承され、一部は丸ノ内線へ転じて1968年（昭和43年）引退。うち1両は車両をカットし、登場時の姿に復元の上地下鉄博物館で保存されている。

## 関連企業
東京環状乗合自動車
1926年（大正15年）12月14日、小川兼四郎等が城北乗合自動車組合を設立して宮地 - 三ノ輪車庫前間を開業。1928年（昭和3年）3月1日には宮地 － 坂本二丁目（現在の根岸一丁目交差点）を開業。1930年（昭和5年）8月11日、王子電気軌道がこの城北乗合自動車組合を買収して王子環状乗合自動車を設立。翌1931年（昭和6年）6月10日宮地 － 山谷、12月11日山谷 － 王子堀ノ内（堀船）と延伸した。その後田端新町三丁目 - 田端駅前（下田端）、田端新町二丁目 - 尾久小学校前 - 尾久熊野前、王子堀ノ内 - 王子抄紙部前（王子駅前北側）と延伸して、路線が王子まで繋がった。
1935年（昭和10年）、王子電気軌道は日比谷乗合自動車とダット乗合自動車の二社を買収した。
日比谷乗合自動車はもともと1928年6月24日に橋本汽船の橋本喜造が大福乗合自動車商会を設立して市ヶ谷見附 - 新橋駅を開業したが、運賃が高額であったため乗客が定着せず業績が低迷。目黒自動車運輸の志保澤忠三郎が1931年（昭和6年）1月より経営を肩代わりし、日比谷乗合自動車に改称。6月に運賃を全線五銭均一に切り下げ、顧客第一主義の経営を行うと業績が向上した。翌1932年（昭和7年）2月1日株式会社に改組、11月25日には市ヶ谷駅 - 早稲田大学前を延伸した。1933年（昭和8年）8月25日、江戸川自動車商会を合併して目白駅 - 江戸川橋を継承。同社は1925年3月5日に土屋南夫等が開業したものだが、実際に取り仕切っていたのは後に武蔵野乗合自動車の社長となる河合鑛だった。さらに1934年（昭和9年）1月16日に東京郊外乗合自動車を合併して池袋駅 - 大塚辻町（現在の新大塚駅周辺）を継承。同社は金谷保太郎が1928年（昭和3年）に設立し、12月27日に開業した。のち代表者は市島亀三郎に代わったが、市島は後述するダット自動車、ダット乗合自動車のそれぞれ重役だった人物である。日比谷乗合自動車の路線はその後矢来下 - 江戸川橋が延伸され、目白駅 - 新橋駅が繋がった。
ダット乗合自動車は1926年（大正15年）11月12日佐藤栄志が設立。12月25日に若松町 - 穴八幡（馬場下町） - 戸塚町二丁目（高田馬場二丁目）を開業。自動車産業であるダット自動車商会が関わっていた。のちグランド上（西早稲田） - 早稲田、穴八幡 - 鶴巻町を開通したが、後者は日比谷乗合自動車の早稲田大学前 - 鶴巻町で路線が重複していた。業績は低迷していたが、戸塚町二丁目 - 高田馬場駅を延伸し、山手線と接続すると業績が向上した。一方のダット自動車は快進社の橋本増治郎が1919年（大正8年）3月20日に長崎南町 - 練馬駅を開業。同年6月25日に長崎南町 - 目白駅を開業。沿線に快進社の工場があり、同社の従業員輸送を目的として開業したものであった。1926年（大正15年）ダット自動車合資会社となり、1927年（昭和2年）5月7日に練馬駅 - 豊島園が延伸された。1934年（昭和9年）ダット乗合自動車はダット自動車を合併したが、路線はそれぞれ分かれたままだった。
1936年（昭和11年）1月24日、王子環状乗合自動車は日比谷乗合自動車とダット乗合自動車を合併して東京環状乗合自動車に改称したが、1938年（昭和13年）5月1日、元王子環状乗合自動車の路線（三河島線）を王子電気軌道に譲渡。王子電気軌道の持株が河西豊太郎等経営陣に移動し王電傘下を離れる。
1940年（昭和15年）4月、東京高速鉄道が河西豊太郎等の持ち株を買収。4月27日に脇道誉が社長に（のち黒河内四郎に交代）、五島慶太が副社長にそれぞれ就任し、東京高速鉄道は念願のバス事業に進出した。しかし、それもつかの間1941年（昭和16年）7月15日、陸上交通事業調整法に基づく交通統制のため鉄道・内務両大臣より東京市への譲渡命令が下される。1942年（昭和17年）2月1日、東京市電気局（現在の東京都交通局）に事業一切が買収され、会社は解散した。営業所や路線はその後の都営バス小滝橋自動車営業所などに繋がる。
日比谷乗合自動車の時期より車体の上部を黄色に塗装したバスを走らせていたことから、「黄バス」の通称があった。
- 豊島園－練馬駅－江古田（江古田二又）－（東長崎駅通り）－椎名町（南長崎二丁目）－目白駅－江戸川橋－山吹町－牛込天神町－矢来町－牛込北町－市谷田町－市ケ谷駅－平河町－国会議事堂前－内幸町－土橋－新橋駅
- 高田馬場駅－穴八幡（馬場下町）－（牛込保健センター）－牛込天神町
- 穴八幡（馬場下町）－喜久井町－若松町－牛込柳町－北町車庫（山伏町）－牛込北町
- 穴八幡－グランド坂上－早稲田（買収前に廃止）
- 池袋駅－下り谷交番前－向原四ツ角－大塚辻町（この路線だけ孤立）